# Tachardina protrudens
Tachardina protrudens är en insektsart som beskrevs av Abraham Munting 1965. Tachardina protrudens ingår i släktet Tachardina och familjen Kerriidae. Inga underarter finns listade i Catalogue of Life.